# أحمد أبو ناهية
أحمد أبو ناهية (بالعبرية: אחמד אבו נהיה‏) (مواليد 7 يوليو 1991) هو لاعب كرة قدم فلسطيني يجيد اللعب كمهاجم لصالح نادي شباب الخليل الرياضي.

## وصلات خارجية
- أحمد أبو ناهية على موقع ناشيونال فوتبول تيمز (الإنجليزية)
- أحمد أبو ناهية على موقع Soccerway.com (الإنجليزية)
- أحمد أبو ناهية على موقع عالم كرة القدم.نت (الإنجليزية)